# Нові Турбасли
Нові Турбасли́ (рос. Новые Турбаслы, башк. Яңы Турбаҫлы) — присілок (у минулому селище) у складі Благовіщенського району Башкортостану, Росія. Входить до складу Тугайської сільської ради.
Населення — 51 особа (2010; 58 в 2002).
Національний склад:
- башкири — 72 %
- татари — 26 %